# Seznam dílů seriálu Angel
Seznam dílů seriálu Angel uvádí přehled všech 110 dílů amerického televizního seriálu Angel, který byl poprvé vysílán v letech 1999–2004. Pořad se dočkal pěti řad, které měly premiéru na stanici The WB. Série 1–3 byly vydány na VHS v letech 2000–2002, k vydání všech řad na DVD došlo poprvé postupně mezi lety 2001 a 2005. V Česku byl celý seriál premiérově vysílán na stanici Prima Cool v roce 2009.

## Přehled řad
| Řada | Díly | Premiéra v USA | Premiéra v USA  | Premiéra v ČR    | Premiéra v ČR     |
| Řada | Díly | První díl      | Poslední díl    | První díl        | Poslední díl      |
| ---- | ---- | -------------- | --------------- | ---------------- | ----------------- |
| 1    | 22   | 5. října 1999  | 23. května 2000 | 1. dubna 2009    | 30. dubna 2009    |
| 2    | 22   | 26. září 2000  | 22. května 2001 | 1. května 2009   | 1. června 2009    |
| 3    | 22   | 24. září 2001  | 20. května 2002 | 2. června 2009   | 1. července 2009  |
| 4    | 22   | 6. října 2002  | 7. května 2003  | 2. července 2009 | 31. července 2009 |
| 5    | 22   | 1. října 2003  | 19. května 2004 | 3. srpna 2009    | 1. září 2009      |

## Seznam dílů

### První řada (1999–2000)
Hlavní postavy
- David Boreanaz jako Angel (22 dílů)
- Charisma Carpenter jako Cordelie Chaseová (22 dílů)
- Glenn Quinn jako Francis Doyle (10 dílů, z toho nehrál v díle „Dary na rozloučenou“)
- Alexis Denisof jako Wesley Wyndam-Pryce (12 dílů, v jednom díle jako host)

| Č. v seriálu | Č. v řadě | Původní název              | Český název              | Režie            | Scénář                                                             | Premiéra v USA     | Premiéra v ČR  | Produkční kód |
| --- | --------- | -------------------------- | ------------------------ | ---------------- | ------------------------------------------------------------------ | ------------------ | -------------- | ------------- |
| 1 | 1         | City Of                    | Město andělů             | Joss Whedon      | Joss Whedon a David Greenwalt                                      | 5. října 1999      | 1. dubna 2009  | 1ADH01        |
| Upír Angel, který nedávno přijel do Los Angeles, se spřátelí s polovičním démonem Doylem, který dostává od Vyšší moci vize o lidech v ohrožení. Angel sice nedokáže zachránit dívku ohrožovanou Russellem, místním mocným podnikatelem a ve skutečnosti zlým upírem, ale na večírku se potká se starou známou Cordelií, která se pokouší prosadit v LA jako herečka. Russell si Cordelii vyhlédne za příští oběť, Angel s Doylovou pomocí ale přítelkyni zachrání a samotného Russella zabije. Pragmatická Cordelie se přidá k Angelovi a Doylovi a prakticky tak založí Angel Investigations, kancelář, která má pomáhat bezmocným. |           |                            |                          |                  |                                                                    |                    |                |               |
| 2 | 2         | Lonely Hearts              | Osamělá srdce            | James A. Contner | David Fury                                                         | 12. října 1999     | 2. dubna 2009  | 1ADH02        |
| Doyle má vizi, která Angela nasměruje do baru pro nezadané. Zde se jednak seznámí k Kate Lockleyovou, detektivem losangeleské policie, a jednak se dostane na stopu sériového zabijáka – démona, který vyčerpá tělo hostitele a následně se musí přesunout do jiného člověka. Kate si myslí, že vrahem několika lidí je šílený člověk, Angel však démona nakonec dokáže zničit. |           |                            |                          |                  |                                                                    |                    |                |               |
| 3 | 3         | In the Dark                | V temnotě                | Bruce Seth Green | Douglas Petrie                                                     | 19. října 1999     | 3. dubna 2009  | 1ADH03        |
| Do Los Angeles přijede na návštěvu Oz, který Angelovi předá dárek od Buffy – prsten, jenž upíra učiní prakticky nezranitelným. Objeví se zde ale i Spike, který má na tento předmět taky zálusk. Angela unese a nechá ho kvůli schovanému prstenu mučit. Zachrání jej Oz s Doylem a Cordelií, kteří také onen šperk získají. Angel ho ale nakonec po západu slunce sám zničí. |           |                            |                          |                  |                                                                    |                    |                |               |
| 4 | 4         | I Fall to Pieces           | Kus po kuse              | Vern Gillum      | námět: Joss Whedon a David Greenwalt scénář: David Greenwalt       | 26. října 1999     | 6. dubna 2009  | 1ADH04        |
| O Angelovu pomoc požádá žena, kterou sleduje stalker, jenž se do ní bezhlavě zamiloval. Jedná se o neurochirurga, o kterém Angel zjistí, že se naučil oddělit a znovu připevnit části svého těla, díky čemuž může Melissu sledovat. Při vzájemném střetu jej upír nakonec zabije. |           |                            |                          |                  |                                                                    |                    |                |               |
| 5 | 5         | Rm w/a Vu                  | Pokoj s výhledem         | Scott McGinnis   | námět: David Greenwalt a Jane Espenson scénář: Jane Espenson       | 2. listopadu 1999  | 7. dubna 2009  | 1ADH05        |
| Cordelie hledá nové bydlení, protože její stávající byt je zamořen šváby. S Doylem prochází místní nabídky, až najde dokonalý byt za příznivou cenu. Háček se však projeví již následující noc, protože se zde začne projevovat duch staré ženy. Angel s Doylem zjistí, že zde před několika desítkami let zřejmě došlo ke špatné události mezi synem a matkou. Cordelie se však nenechá duchem vyhnat, naopak ho s pomocí přátel odstraní a objeví, že podezřívali nesprávnou osobu – obětí byl syn Dennis, kterého matka zaživa zazdila. Dennisův duch je naopak přátelský a Cordy se tak rozhodne zde zůstat. |           |                            |                          |                  |                                                                    |                    |                |               |
| 6 | 6         | Sense & Sensitivity        | Rozum a cit              | James A. Contner | Tim Minear                                                         | 9. listopadu 1999  | 8. dubna 2009  | 1ADH06        |
| Kate zatkne místního nebezpečného gangsterského bosse Tonyho, který se jí pomstí přes své právníky z firmy Wolfram & Hart. Další den totiž proběhne večírek na počet Katina otce, který odchází z policie do důchodu. Angel, jako Katin doprovod, si ale všimne, že všichni se začínají chovat podivně, což vede k tomu, že celý okrsek se má zúčastnit školení o ohleduplnosti. Policisté jsou přitom ovlivněni kouzelníkem, což zapříčiní následný chaos na oddělení. Tony tak může uprchnout, pokusí se také zabít Kate, v čemž mu zabrání Angel, který ho znovu posadí do vězení. |           |                            |                          |                  |                                                                    |                    |                |               |
| 7 | 7         | The Bachelor Party         | Loučení se svobodou      | David Straiton   | Tracey Stern                                                       | 16. listopadu 1999 | 9. dubna 2009  | 1ADH07        |
| Do Los Angeles se vrátí Doylova manželka Harry, se kterou však už dlouho nežije. Hlavním důvodem jejího návratu jsou dokumenty k rozvodu, které má podepsat. Potkala totiž jiného muže, Richarda, ve skutečnosti démona, kterého si chce vzít. Richard, podle tradice svých lidí, pozve Doyla na rozlučku se svobodou, kde mu má po jeho požehnání novému svazku sníst mozek. Angel svého přítele zachrání, Harry se naopak s Richardem rozejde. Doyle následně dostane vizi, ve které je Buffy v nebezpečí. |           |                            |                          |                  |                                                                    |                    |                |               |
| 8 | 8         | I Will Remember You        | Nikdy na tebe nezapomenu | David Grossman   | David Greenwalt a Jeannine Renshaw                                 | 23. listopadu 1999 | 10. dubna 2009 | 1ADH08        |
| Angel se vrátí ze Sunnydale (epizoda „Staré křivdy“ seriálu Buffy, přemožitelka upírů), tajně ho však následovala Buffy. Napadne je démon, jehož krev zapříčiní, že se Angel stane živoucí bytostí, takže si bývalý pár může dovolit projevit svoje vzájemné city, které stále vůči sobě chovají. Protože se však od démona dozví, že v brzké době proběhnou zásadní události, kterým by jako člověk nemohl čelit, požádá Angel Vyšší moc o návrat svého upírství. Věštci zařídí, že se poslední den zopakuje, což si ale bude pamatovat pouze Angel, který tak dokáže zabránit svému infikování démonskou krví. |           |                            |                          |                  |                                                                    |                    |                |               |
| 9 | 9         | Hero                       | Hrdina                   | Tucker Gates     | Howard Gordon a Tim Minear                                         | 30. listopadu 1999 | 13. dubna 2009 | 1ADH09        |
| Doylova vize zavede Angela ke skupině polodémoních uprchlíků, kteří se skrývají před brutální organizací démonů, jež chtějí na světě pouze čistou démonskou rasu. Angel jim vyjedná ukrývaným plavbu na lodi na ostrov, kam se chtěli dostat, je však zrazen prvním důstojníkem plavidla. Loď je tak přepadena armádou démonů, kteří chtějí pomocí speciální bomby zabít každého, kdo není čistý démon. Doyle se obětuje, zařízení vypne, přitom ale zemře. |           |                            |                          |                  |                                                                    |                    |                |               |
| 10 | 10        | Parting Gifts              | Dary na rozloučenou      | James A. Contner | David Fury a Jeannine Renshaw                                      | 14. prosince 1999  | 14. dubna 2009 | 1ADH10        |
| Zatímco se Angel i Cordelie vzpamatovávají z Doylovy smrti, požádá je o pomoc démon, kterého už dlouho přes několik států někdo honí. Ve skutečnosti je jím Wesley, bývalý a ne příliš schopný Buffyin pozorovatel, který nyní působí jako potulný lovec démonů. Cordelie zjistí, že Doyle ji polibkem před svým obětováním předal schopnost přijímat vize, které dostával od Vyšší moci. Samotný démon, ve skutečnosti nebezpečný tvor, který jde po vzácných předmětech, včetně částí těl démonů, Cordelii unese a nechá ji vydražit v utajené společnosti. Angel s pomocí Wesleyho dívku dokáže osvobodit a sám Wesley se poté přidá k týmu Angel Investigations. |           |                            |                          |                  |                                                                    |                    |                |               |
| 11 | 11        | Somnambulist               | Náměsíčník               | Winrich Kolbe    | Tim Minear                                                         | 18. ledna 2000     | 15. dubna 2009 | 1ADH11        |
| Angel se díky Kate dozví o vraždách, které spáchal neznámý vrah, jenž přitom použil značku, kterou kdysi využil i sám Angelus, Angelovo bývalé kruté já. Upír se tak obává, že by mohl být náměsíčný a v tomto stavu by tak mohl zabíjet lidi. Ukáže se ale, že za vším stojí bývalý Angelusův kumpán Penn, který se ve městě objevil. Kate se dozví o tom, že Angel i onen vrah jsou upíři a Penna nakonec probodne kolíkem. |           |                            |                          |                  |                                                                    |                    |                |               |
| 12 | 12        | Expecting                  | V očekávání              | David Semel      | Howard Gordon                                                      | 25. ledna 2000     | 16. dubna 2009 | 1ADH12        |
| Cordelie se vyspí s fotografem, se kterým se několikrát viděla, ráno se však probudí v pokročilém stádiu těhotenství. Brzo zjistí, že očekávané dítě je ve skutečnosti sedm démoních mláďat. Cordelii, i dalším dívkám, kterým se stalo totéž, pomůže Angel s Wesleym, kteří se dozví, že za vše může démon sídlící ve stokách pod městem, jehož, i přes jeho obrovitost, dokáží zabít. |           |                            |                          |                  |                                                                    |                    |                |               |
| 13 | 13        | She                        | Ona                      | David Greenwalt  | David Greenwalt a Marti Noxon                                      | 8. února 2000      | 17. dubna 2009 | 1ADH13        |
| Cordeliina vize přivede Angela k záhadným úmrtím, kdy lidé uhořeli zaživa. Zjistí, že to má souvislost s démoní princeznou Jhierou, která v Los Angeles zachraňuje ženy ze své dimenze, kde jsou brány jako otrokyně. Upír jí začne pomáhat, musí se ale vypořádat se skupinou démonů, kteří si přišli pro Jhieru a ostatní uprchlíky. |           |                            |                          |                  |                                                                    |                    |                |               |
| 14 | 14        | I've Got You Under My Skin | Mám tě pod kůží          | R. D. Price      | námět: David Greenwalt a Jeannine Renshaw scénář: Jeannine Renshaw | 15. února 2000     | 20. dubna 2009 | 1ADH14        |
| Démon před lety posedl malého Ryana, otec se však snažil udržet rodinu pohromadě. Situace se ale nyní stala neúnosnou, proto se do ní vloží Angel, který s pomocí Wesleyho a Cordelie démona vymýtí. Ten mu však poví, že se pouze celou dobu snažil uprchnout z chlapcova těla, protože jeho mysl byla tou nejhorší věcí, co kdy poznal. Sám Ryan se po vymýcení pokusí zabít celou svoji rodinu. Angel je nakonec zachrání a chlapce si převezmou sociální pracovníci. |           |                            |                          |                  |                                                                    |                    |                |               |
| 15 | 15        | The Prodigal               | Marnotratník             | Bruce Seth Green | Tim Minear                                                         | 22. února 2000     | 21. dubna 2009 | 1ADH15        |
| Detektiv Kate Lockleyová s pomocí Angela zjistí, že její otec po odchodu do důchodu funguje jako prostředník démoních drogových překupníků. Jeho šéf se však dozví, že byl odhalen a proto nařídí jeho smrt, což vykoná pár upírů, které následně najde a zabije zničená Kate. Angel mezitím vzpomíná na den, kdy se stal díky Darle upírem a kdy sám vyvraždil svoji rodinu. |           |                            |                          |                  |                                                                    |                    |                |               |
| 16 | 16        | The Ring                   | Ring                     | Nick Marck       | Howard Gordon                                                      | 29. února 2000     | 22. dubna 2009 | 1ADH16        |
| Angel se při vyšetřování případu dostane do tajného klubu, kde v ringu proti sobě zápasí uvěznění démoni. Protože však samotný případ byl léčkou, je sám v klubu uvězněn a je tak přinucen stát se gladiátorem. Jeho jedinou šancí, jak se osvobodit, je porazit a zabít 21 jiných démonů, kteří si navzájem dělají protivníky v ringu. Nakonec uspořádá jejich vzpouru, přičemž mu pomůže i Wesley a Cordelie, kteří přišli na to, co se ve skutečnosti stalo. |           |                            |                          |                  |                                                                    |                    |                |               |
| 17 | 17        | Eternity                   | Věčnost                  | Regis B. Kimble  | Tracey Stern                                                       | 4. dubna 2000      | 23. dubna 2009 | 1ADH17        |
| Rebecca Lowellová, slavná herečka, si najme Angela, aby jí dělal bodyguarda před stalkerem, který ji už nějaký čas ohrožuje. Nakonec zjistí, že za vším stál hereččin manažer, který jí chtěl udělat publicitu v médiích. Rebecca je však fascinovaná upírovou „nesmrtelností“, takže zatouží být nemrtvá. Nevědomky, pomocí prášku na uklidnění, ale změní Angela v brutálního Angeluse, jemuž však dokáže utéct. Po vyprchání účinků pilulky se upír stane opět Angelem. |           |                            |                          |                  |                                                                    |                    |                |               |
| 18 | 18        | Five by Five               | Hlasitě a jasně          | James A. Contner | Jim Kouf                                                           | 25. dubna 2000     | 24. dubna 2009 | 1ADH18        |
| Do Los Angeles dorazí nebezpečná přemožitelka Faith, která začne páchat ve městě škody, takže ji začne hledat policie. Ví však o ní i právnická firma Wolfram & Hart, jejíž advokáti Lindsey McDonald a Lilah Morganová ji najmou, aby odstranila jeden z jejich problémů – Angela. Faith začne pro potěšení mučit Wesleyho, svého bývalého pozorovatele, při závěrečném souboji s Angelem se ale psychicky zhroutí a prosí upíra o to, aby ukončil její pokažený život. |           |                            |                          |                  |                                                                    |                    |                |               |
| 19 | 19        | Sanctuary                  | Svatyně                  | Michael Lange    | Tim Minear a Joss Whedon                                           | 2. května 2000     | 27. dubna 2009 | 1ADH19        |
| Angel, který si uvědomí, že také dříve dostal druhou šanci, má snahu Faith pomoci. Nicméně po přemožitelce jde jednak policie, jednak speciální tým vyslaný Radou pozorovatelů, který se snaží na svoji stranu dostat Wesleyho, a jednak také Buffy, která měla o Angela strach a proto přijela do Los Angeles. Buffy přesto pomůže Faith se zachránit, dojde však k hádce s Angelem. Faith se nakonec na policii dozná ke svým zločinům a je zavřena do vězení. |           |                            |                          |                  |                                                                    |                    |                |               |
| 20 | 20        | War Zone                   | Válečná zóna             | David Straiton   | Garry Campbell                                                     | 9. května 2000     | 28. dubna 2009 | 1ADH20        |
| Angel jde po vyděrači, který chce po jednom milionáři peníze za to, že nezveřejní citlivé fotky. Povede se mu ho zastrašit a snímky získat, setká se však přitom s partou mladých lidí žijících na ulici, kteří bojují v nočním Los Angeles s upíry. Při jednom z útoků je zabita sestra jejich vůdce Gunna, který jako jediný uvěří Angelovi, že oba bojují na stejné straně, zatímco ostatní z gangu ho chtějí zabít. |           |                            |                          |                  |                                                                    |                    |                |               |
| 21 | 21        | Blind Date                 | Schůzka naslepo          | Thomas J. Wright | Jeannine Renshaw                                                   | 16. května 2000    | 29. dubna 2009 | 1ADH21        |
| Lindsey, kterému se přestávají líbit metody společnosti Wolfram & Hart, pomůže Angelovi se dostat do budovy firmy a ukradnout odtud důležité dokumenty, které mají zabránit zabití malých dětí nevidomou vražedkyní. Angel přitom vezme s sebou i tajemný svitek, který následně Wesley určí za pradávné proroctví, jež mluví i o upírovi s duší. Lindsey ale nakonec ve Wolfram & Hart zůstane a je povýšen. |           |                            |                          |                  |                                                                    |                    |                |               |
| 22 | 22        | To Shanshu in L.A.         | Proroctví                | David Greenwalt  | David Greenwalt                                                    | 23. května 2000    | 30. dubna 2009 | 1ADH22        |
| Zatímco se Wesley snaží přeložit ukradený svitek, společníci Wolfram & Hart povolají mocného démonského bojovníka, který má za úkol jej získat zpět a zároveň má také odstranit Angelovo spojení s Vyšší mocí. Cordelie, trpící kvůli démonovi neustálými vizemi o bolestech a smrti lidí, i Wesley, zraněný při výbuchu bomby nastražené démonem v Angelově bytě, skončí v nemocnici, sám upír se poté střetne s bojovníkem, zabije ho a po useknutí Lindseyho ruky získá zpět svitek, díky kterému se Cordelie uzdraví. Ovšem právníci z Wolfram & Hart stačí svitek ještě předtím použít k vyvolání Angelovy zkázy – nechají oživit Darlu, bývalou upírku, která Angela stvořila a která byla před několika lety probodena dřevěným kolíkem (epizoda „Angel“ seriálu Buffy, přemožitelka upírů). Wesley následně ze svitku zjistí, že upír s duší překoná mnohé bitvy a nakonec se stane člověkem. |           |                            |                          |                  |                                                                    |                    |                |               |

### Druhá řada (2000–2001)
Hlavní postavy
- David Boreanaz jako Angel (22 dílů)
- Charisma Carpenter jako Cordelie Chaseová (22 dílů)
- Alexis Denisof jako Wesley Wyndam-Pryce (22 dílů)
- J. August Richards jako Charles Gunn (22 dílů)

| Č. v seriálu | Č. v řadě | Původní název                     | Český název               | Režie               | Scénář                                                       | Premiéra v USA     | Premiéra v ČR   | Produkční kód |
| --- | --------- | --------------------------------- | ------------------------- | ------------------- | ------------------------------------------------------------ | ------------------ | --------------- | ------------- |
| 23 | 1         | Judgment                          | Soud                      | Michael Lange       | námět: Joss Whedon a David Greenwalt scénář: David Greenwalt | 26. září 2000      | 1. května 2009  | 2ADH01        |
| Angel omylem zabije démona, který dělal strážce jedné těhotné ženě, jež čeká vyvolené dítě. Upír proto převezme roli démona a střetne se před záhadným Tribunálem v souboji s protivníkem, kterého porazí. Tribunál proto slíbí, že dítě bude pod jeho ochranou. Mezitím Lilah a Lindsey opatrují znovuzrozenou Darlu, která cítí, že Angel, jehož před několika stovkami let proměnila v upíra, je někde poblíž. |           |                                   |                           |                     |                                                              |                    |                 |               |
| 24 | 2         | Are You Now or Have You Ever Been | Strašidelný hotel         | David Semel         | Tim Minear                                                   | 3. října 2000      | 4. května 2009  | 2ADH02        |
| Na Angelovu žádost začne Wesley s Cordelií prozkoumávat minulost dlouho uzavřeného hotelu Hyperion. Zjistí, že Angel zde byl hostem v roce 1952 a že hotel byl v průběhu své historie dějištěm řady úmrtí. Angel se vydá na průzkum hotelu, vzpomíná na dávné události a nakonec s pomocí Wesleyho, Cordelie a Gunna vymýtí ducha, který byl součástí stavby už od jejího počátku. |           |                                   |                           |                     |                                                              |                    |                 |               |
| 25 | 3         | First Impressions                 | První dojem               | James A. Contner    | Shawn Ryan                                                   | 10. října 2000     | 5. května 2009  | 2ADH03        |
| Kancelář Angel Investigations přesunou její společníci z Cordeliina bytu do prázdného hotelu Hyperion. Angel se mezitím ve svých snech setkává s Darlou, zároveň však spánkem tráví víc a víc času. Cordelie se kvůli vizi vydá ochránit Gunna, avšak zjistí, že naopak ona jej svým činem uvrhla do nebezpečí. Velkého démona však společně s Angelem a Wesleym dokážou porazit. |           |                                   |                           |                     |                                                              |                    |                 |               |
| 26 | 4         | Untouched                         | Nedotčená                 | Joss Whedon         | Mere Smith                                                   | 17. října 2000     | 6. května 2009  | 2ADH04        |
| Darlu využívají právníci Wolfram & Hart k ovlivňování Angela, tajně jej totiž navštěvuje během jeho spánku. Angel se díky Cordeliině vizi setká s Bethany, psychicky nevyrovnanou dívkou ohrožující ostatní lidi telekinezí. Ta byla rovněž nevědomky využívána Lilou Morganovou, ovšem upír jejich spojení odhalí. K Angel Investigations se oficiálně přidá Charles Gunn. |           |                                   |                           |                     |                                                              |                    |                 |               |
| 27 | 5         | Dear Boy                          | Miláček                   | David Greenwalt     | David Greenwalt                                              | 24. října 2000     | 7. května 2009  | 2ADH05        |
| S podporou Wolfram & Hart pokračuje Darla v tajném ovlivňování Angela, jehož cílem je dostat upíra na temnou stranu. Při „náhodném“ setkání tvrdí, že není ona, s najatým hercem poté předstírá manželství. Angel si však pamatuje její pach a cítí, že je to ona, avšak je zmatený, protože dívka už není upírem. Při závěrečné konfrontaci se mu ke všemu přizná a zároveň mu řekne, že i přes to všechno po něm nadále touží. |           |                                   |                           |                     |                                                              |                    |                 |               |
| 28 | 6         | Guise Will Be Guise               | Převleková komedie        | Krishna Rao         | Jane Espenson                                                | 7. listopadu 2000  | 8. května 2009  | 2ADH06        |
| Zatímco Angel hledá kvůli své posedlosti Darlou radu u duchovního rádce, Wesley převezme v nouzi upírovu totožnost a začne pracovat na případu, kdy má chránit milionářovu dceru Virginii. Nakonec vyjde najevo, že otec, mocný čaroděj, ji chtěl obětovat démonovi, který by mu zajistil velkou moc. Wesley s pomocí ostatních, včetně Angela, který zjistil, že duchovní byl odstraněn najatým zabijákem, jemuž se on ve skutečnosti zpovídal, dívku zachrání. |           |                                   |                           |                     |                                                              |                    |                 |               |
| 29 | 7         | Darla                             | Darla                     | Tim Minear          | Tim Minear                                                   | 14. listopadu 2000 | 11. května 2009 | 2ADH07        |
| Angel se snaží zachránit Darlu ze spárů Wolfram & Hart, ta mezitím vzpomíná na jejich společnou minulost. Začne se cítit vinná za to, co v předchozích staletích provedla a protože nemůže s tímto vědomím a s touto duší žít, požádá Angela, aby ji znovu změnil v upíra. Ten to však odmítne, protože chce, aby se s tím vyrovnala, podobně jako on před 100 lety. |           |                                   |                           |                     |                                                              |                    |                 |               |
| 30 | 8         | The Shroud of Rahmon              | Rahmonův rubáš            | David Grossman      | Jim Kouf                                                     | 21. listopadu 2000 | 12. května 2009 | 2ADH08        |
| Angel se s Gunnem dostane v přestrojení do skupiny zlodějů, kteří mají v plánu něco velkého. Chystají se z muzea ukradnout pohřební rubáš démona, který mají posléze prodat za velké peníze na černém trhu. Nicméně onen rubáš způsobuje, že osoby v jeho blízkosti začnou blouznit a chovat se násilně. Zloději se mezi sebou pozabíjí a Angel nakonec mystický artefakt spálí. |           |                                   |                           |                     |                                                              |                    |                 |               |
| 31 | 9         | The Trial                         | Zkouška                   | Bruce Seth Green    | námět: David Greenwalt scénář: Douglas Petrie a Tim Minear   | 28. listopadu 2000 | 13. května 2009 | 2ADH09        |
| Darla se od právníků z Wolfram & Hart dozví, že je smrtelně nemocná. Stejně jako před 400 lety umírá na syfilis, proto prosí Angela, aby z ní znovu stvořil nesmrtelného upíra. Angel toto řešení odmítá, místo toho podstoupí tři záhadné zkoušky, po nichž by měla být Darle dána druhá životní šance. Upír je sice úspěšně vykoná, ale sama Darla byla již jednou přivedena zpět na svět nadpřirozeným způsobem, proto jí nemůže být obnoven život. Sama je s tím už smířená, nicméně Lindsey, který ji miluje, se rozhodne pro akci na vlastní pěst a přivede upírku Drusillu.                                                                                              |           |                                   |                           |                     |                                                              |                    |                 |               |
| 32 | 10        | Reunion                           | Shledání                  | James A. Contner    | Tim Minear a Shawn Ryan                                      | 19. prosince 2000  | 14. května 2009 | 2ADH10        |
| Darla se díky Drusille opět stane upírem. Před svítáním, kdy má povstat ze svého hrobu, se tomu snaží ještě zabránit naštvaný Angel, avšak neúspěšně. Darla, která již byla smířená se svou smrtelností, zprvu Drusillu napadne, avšak poté, co u ní opět převáží vnitřní démon, se obě vydají spolu zabíjet. Dostanou se až na večírek právníků Wolfram & Hart, kteří jsou z jejich přítomnosti vyděšeni. Angel upírky stopoval a na večírku je sám uzavře v jedné místnosti s právníky. Wesley, Cordelie a Gunn mu následně jeho čin silně vyčítají, on ale své spolupracovníky z detektivní agentury vyhodí.                                                                 |           |                                   |                           |                     |                                                              |                    |                 |               |
| 33 | 11        | Redefinition                      | Obnovení                  | Michael Grossman    | Mere Smith                                                   | 16. ledna 2001     | 15. května 2009 | 2ADH11        |
| Wesley, Cordelie a Gunn jsou z Angelova jednání v šoku a neví, co mají dělat dál. Po Cordyině vizi a úspěšné záchraně jedné ženy se rozhodnou pokračovat ve fungování agentury bez svého bývalého šéfa. Angel mezitím jde po Darle a Drusille, které mají v plánu získat i s pomocí Wolfram & Hart velkou moc. Při masakru právníků vědomě nechaly přežít Lindseyho a Lilu, kteří jim mají pomáhat a které nyní nadřízení povýšili. Obě upírky jsou ale vážně popáleny poté, co se je snažil zničit Angel. |           |                                   |                           |                     |                                                              |                    |                 |               |
| 34 | 12        | Blood Money                       | Krvavé peníze             | R. D. Price         | Shawn Ryan a Mere Smith                                      | 23. ledna 2001     | 18. května 2009 | 2ADH12        |
| Angel s pomocí starého kumpána, démona Boona, překazí firmě Wolfram & Hart plán na krádež peněz vybraných pro útulek pro dospívající děti, který vede Anne (epizoda „Anne“ seriálu Buffy, přemožitelka upírů). Nakonec spolu upír s démonem svedou souboj, který měli dokončit již před několika desítkami let. Mezitím se Cordelie, Wesley a Gunn snaží pokračovat v činnosti agentury bez Angela, problémem je však její nové jméno. |           |                                   |                           |                     |                                                              |                    |                 |               |
| 35 | 13        | Happy Anniversary                 | Všechno nejlepší k výročí | Bill L. Norton      | námět: Joss Whedon a David Greenwalt scénář: David Greenwalt | 6. února 2001      | 19. května 2009 | 2ADH13        |
| Cordelie, Wesley a Gunn se s pomocí Wesleyho přítelkyně Virginie dostanou k zakázce, přičemž nakonec se rozhodnou ponechat agentuře její původní název Angel Investigations. Naopak Angela poprosí o pomoc démonský majitel karaoke baru Caritas, jenž s Angelovým týmem již několikrát spolupracoval. Musí spolu najít mladého fyzika, jehož pokusy se zastavením času by, i díky jisté skupině démonů, způsobily konec světa. |           |                                   |                           |                     |                                                              |                    |                 |               |
| 36 | 14        | The Thin Dead Line                | Tenká mrtvá linie         | Scott McGinnis      | Jim Kouf a Shawn Ryan                                        | 13. února 2001     | 20. května 2009 | 2ADH14        |
| Angel společně s Kate vyšetřuje záhadné policisty mlátící ve čtvrti nevinné občany. Shodou okolností je jimi napaden i jeden z obyvatel útulku, jenž provozuje Anne, která se vydá požádat o pomoc svého starého známého Gunna. Ten společně s Wesleym a Cordelií brání Annin útulek, Wesley je však jedním příslušníkem postřelen. Angel zjistí, že se ve skutečnosti jedná o zombie mrtvých policistů ovládané jejich kapitánem, kterému tuto činnost zatrhne. |           |                                   |                           |                     |                                                              |                    |                 |               |
| 37 | 15        | Reprise                           | Revize                    | James Whitmore, Jr. | Tim Minear                                                   | 20. února 2001     | 21. května 2009 | 2ADH15        |
| Právníci z Wolfram & Hart se chystají na revizi, kterou každých 75 let u nich vykonává jeden z nelítostných starších společníků. Angel se o tom dozví, s pomocí mytické rukavice, kterou nakonec získá od Darly prahnoucí po pomstě vůči Wolfram & Hart, společníka zničí. Zjistí ale, že jejich „ústředí“ je ve skutečnosti Země, že v každém člověku se skrývá kousek zla. Kate Lockleyová je mezitím donucena k rezignaci a Cordelie, Gunn a zotavující se Wesley pomalu rozbíhají činnost své agentury, přičemž se ale navzájem začínají odcizovat. |           |                                   |                           |                     |                                                              |                    |                 |               |
| 38 | 16        | Epiphany                          | Zjevení                   | Thomas J. Wright    | Tim Minear                                                   | 27. února 2001     | 22. května 2009 | 2ADH16        |
| Angel po noci strávené s Darlou prozře a vydá se hledat své bývalé spolupracovníky. Darla zmizí z Lindseyho bytu a zhrzený právník, který ji miloval, se vydá zabít upíra s duší, což se mu ale nepovede. Cordelie, Gunn a Wesley jsou mezitím ohrožováni nebezpečnými démony, Kate se po psychickém zhroucení předávkuje léky a téměř zemře. Angel ale nakonec všechny zachrání a s omluvou za své předchozí chování chce pracovat pro trojici svých přátel. |           |                                   |                           |                     |                                                              |                    |                 |               |
| 39 | 17        | Disharmony                        | Pyramida mrtvých          | Fred Keller         | David Fury                                                   | 17. dubna 2001     | 25. května 2009 | 2ADH17        |
| Členové Angel Investigations se spojí opět dohromady, tentokrát pod vedením Wesleyho. V Los Angeles se nečekaně objeví také Harmony, Cordeliina kamarádka a bývalá spolužačka, nyní ale upírka. Harmony sice ostatním pomůže v případu s pyramidovým schématem vytváření upírů, poté však své přátele zradí. Nakonec pod hrozbou zabití, vyslovenou Cordelií, opustí město. |           |                                   |                           |                     |                                                              |                    |                 |               |
| 40 | 18        | Dead End                          | Slepá ulička              | James A. Contner    | David Greenwalt                                              | 24. dubna 2001     | 26. května 2009 | 2ADH18        |
| Následky prodělaných vizí snáší Cordelie stále hůře. Jedna z nich ale spojí do jednoho případu Angela a spol. a Lindseyho, kterému nechal jeho zaměstnavatel transplantovat novou ruku. Společně najdou tajnou skrýš plnou přežívajících lidských torz, která mají posloužit pro další případné operace. Laboratoř zničí, sám Lindsey poté odejde z firmy Wolfram & Hart a zmizí i z města. |           |                                   |                           |                     |                                                              |                    |                 |               |
| 41 | 19        | Belonging                         | Sounáležitosti            | Turi Meyer          | Shawn Ryan                                                   | 1. května 2001     | 27. května 2009 | 2ADH19        |
| V baru Caritas se objeví mezidimenzionální portál, kterým projde do Los Angeles krvelačná příšera. Majitel baru Lorne si proto najme Angela a jeho přátele. Cordeliina vize je ale zavede také do městské knihovny, odkud před pěti lety zřejmě podobným portálem zmizela do jiné dimenze studentka fyziky Fred. Pomocí mystické knihy dokáží otevřít portál, kterým přijde Landok, Lornův bratranec, jenž pomůže démona zabít. Při návratu Landoka do jeho dimenze ale zmizí i Cordelie. |           |                                   |                           |                     |                                                              |                    |                 |               |
| 42 | 20        | Over the Rainbow                  | Tam, za duhou             | Fred Keller         | Mere Smith                                                   | 8. května 2001     | 28. května 2009 | 2ADH20        |
| Cordelie byla vsáta magickým portálem do jiné dimenze, nazývané Pylea, kde lidi slouží démonům jako téměř bezcenná zvířata. Je chycena a musí pracovat na farmě, díky svým vizím se ale dostane na hrad za tajemnými kněžími. Mezitím Wesley, Angel a Lorne (který není nadšen z nápadu vrátit se do své domovské dimenze) zkoumají možnosti otevření portálů a záchranu své kamarádky. Společně s Gunnem jedním takovým portále projedou autem, v Pylei jsou ale zanedlouho zadrženi a uvězněni na hradě. |           |                                   |                           |                     |                                                              |                    |                 |               |
| 43 | 21        | Through the Looking Glass         | Za zrcadlem               | Tim Minear          | Tim Minear                                                   | 15. května 2001    | 29. května 2009 | 2ADH21        |
| Cordelie, která se díky svým vizím stala princeznou a titulární vládkyní Pylei, nechá své přátele osvobodit. Tajemní kněží, kteří jsou ve skutečnosti pouze „pobočkou“ ďábelské firmy Wolfram & Hart v této dimenzi, nechají přivést na hrad neporazitelného bojovníka Groosalugga, který má být jejich poskokem. Prakticky se však do něj zamiluje a společně zde chtějí vytvořit demokracii, nicméně kněží zařídí, že princezna zůstane v hradu osamocená, bez svých přátel. Angel zachrání před popravou Fred a utečou spolu do její jeskyně, kde mu dívka pomůže překonat krizi se svým vnitřním démonem. Wesley a Gunn jsou zajati skupinou ozbrojených lidí – vzbouřenců. |           |                                   |                           |                     |                                                              |                    |                 |               |
| 44 | 22        | There's No Place Like Plrtz Glrb  | Dlouhá cesta domů         | David Greenwalt     | David Greenwalt                                              | 22. května 2001    | 1. června 2009  | 2ADH22        |
| Angel sice bojuje se svým vnitřním démonem, ale nakonec vyzve Groosalugga k souboji. To je však jenom zástěrka k partyzánskému útoku na hrad a kněží. Rebelové v čele s Wesleym a Gunnem zachrání Cordelii a zabijí hlavního kněze. Princezna také následně ukončí souboj Angela a Groosalugga, přičemž vyhlásí demokratické reformy. Groosalugg se stane novým vládcem Pylei, Angel se společně s ostatními (včetně Lorna a Fred) vrátí v autě skrz portál zpět do Los Angeles. V hotelu však na ně čeká Willow se zprávou o Buffyině smrti (epizoda „Dar“ seriálu Buffy, přemožitelka upírů)                                                                                  |           |                                   |                           |                     |                                                              |                    |                 |               |

### Třetí řada (2001–2002)
Hlavní postavy
- David Boreanaz jako Angel (22 dílů)
- Charisma Carpenter jako Cordelie Chaseová (22 dílů, z toho nehrála v dílech „Oddanost“, „Sladké sny“ a „Odpuštění“)
- Alexis Denisof jako Wesley Wyndam-Pryce (22 dílů)
- J. August Richards jako Charles Gunn (22 dílů)
- Amy Acker jako Fred Burkleová (22 dílů)

| Č. v seriálu | Č. v řadě | Původní název         | Český název             | Režie            | Scénář                    | Premiéra v USA     | Premiéra v ČR    | Produkční kód |
| --- | --------- | --------------------- | ----------------------- | ---------------- | ------------------------- | ------------------ | ---------------- | ------------- |
| 45 | 1         | Heartthrob            | Bušení srdce            | David Greenwalt  | David Greenwalt           | 24. září 2001      | 2. června 2009   | 3ADH01        |
| Angel se v klášteře na Srí Lance vyrovnává se smrtí Buffy. Po návratu se ale hned zapojí do akce, když díky Cordeliině vizi zabrání upírskému gangu v zabití několika lidí. Přitom ale rozpráší Elisabeth, upírku, kterou znal a jejíž dlouholetý přítel James, rovněž bývalý Angelusův kumpán, se vydá na oplátku zabít Angela. To se mu ale nepovede a sám zemře. Fred si postupně zvyká na návrat na Zemi; těhotná Darla je ve Střední Americe. |           |                       |                         |                  |                           |                    |                  |               |
| 46 | 2         | That Vision Thing     | Ta věc s viděním        | Bill L. Norton   | Jeffrey Bell              | 1. října 2001      | 3. června 2009   | 3ADH03        |
| Přicházející vize začínají být pro Cordelii velmi náročné, navíc se poslední začnou projevovat i fyzicky na jejím těle. Angela zavedou pro tajemné předměty, které spolu vytváří klíč a zámek. S Fredinou a Lornovou pomocí také zjistí, že za vším stojí Lilah, která si najala telepata, jenž tyto vize posílá. Aby zachránil Cordelii, vstoupí Angel pomocí klíče do démoní dimenze, odkud osvobodí mladého muže, jenž sem byl poslán za trest. Předá ho právničce, přitom však také zabije telepata, aby už nemohl škodit. |           |                       |                         |                  |                           |                    |                  |               |
| 47 | 3         | That Old Gang of Mine | Moje stará parta        | Fred Keller      | Tim Minear                | 8. října 2001      | 4. června 2009   | 3ADH02        |
| Angelův tým začne vyšetřovat sériové vraždění démonů, ať už nebezpečných, tak i těch neškodných. Stopy je dovedou ke starému Gunnovu gangu, se kterým však Charles už nějaký čas není příliš v kontaktu. Mezitím se v něm objevil nový člen Gio, který je hlavním iniciátorem těchto útoků. Gang vpadne do baru Caritas, kde chce nechat Gunna, aby zabil Angela. Upír s pomocí ostatních ale nakonec útočníky přemůže. |           |                       |                         |                  |                           |                    |                  |               |
| 48 | 4         | Carpe Noctem          | Výměna těl              | James A. Contner | Scott Murphy              | 15. října 2001     | 5. června 2009   | 3ADH04        |
| Angel se zapojí do šetření podivných úmrtí několika mužů v posledních týdnech. Při návštěvě domu důchodců zkontaktuje starého muže, který si s ním vymění tělo. Takto to provedl i v předchozích případech, kdy si nějaký čas užíval mladých těl. Wesley, Gunn, Cordelie a Fred se proto musí potýkat s podivným „Angelovým“ chováním, který navíc dostane pragmatickou pomoc od Lily v podobě řádných dokumentů k hotelu. Angelova parta ale nakonec na vše přijde a upírovi vrátí jeho tělo. Díky Willow jsou také informováni o tom, že Buffy žije. |           |                       |                         |                  |                           |                    |                  |               |
| 49 | 5         | Fredless              | Bez Fred                | Marita Grabiak   | Mere Smith                | 22. října 2001     | 8. června 2009   | 3ADH05        |
| V Los Angeles se objeví Fredini rodiče, kteří se dozvěděli, že jejich pět let nezvěstná dcera nyní žije v bývalém hotelu Hyperion. Poté, co je spatří, dívka uteče a Angel, jenž se právě vrátil ze setkání s Buffy, se se svými přáteli ji vydá hledat. Fred, zakoukaná do Angela, si totiž stále nechce připustit, že doba strávená v Pylei nebyl jen sen. Nakonec se ale se vším vyrovná a i přes zdánlivý odjezd s rodiči domů, do Texasu, však zůstane se svými přáteli v agentuře. |           |                       |                         |                  |                           |                    |                  |               |
| 50 | 6         | Billy                 | Billy                   | David Grossman   | Tim Minear a Jeffrey Bell | 29. října 2001     | 9. června 2009   | 3ADH06        |
| Angel a Cordelie pátrají po Billym, který byl nedávno Angelem osvobozen z démoní dimenze. Tento mladý muž disponuje nadpřirozenou silou, která po pouhém Billyho dotyku nutí muže chovat se násilně k ženám. Při vyšetřování jsou takto nakaženi i Wesley a Gunn, se kterými se musí vypořádat osamocená Fred. Nakonec Billyho zastřelí přímo Lilah, právnička jeho rodiny. |           |                       |                         |                  |                           |                    |                  |               |
| 51 | 7         | Offspring             | Potomek                 | Turi Meyer       | David Greenwalt           | 5. listopadu 2001  | 10. června 2009  | 3ADH07        |
| Angelův tým zkoumá proroctví na Nyazianských svitcích, které předpovídá příchod bytosti, která může mít zásadní dopad na svět. Zároveň se v Los Angeles objeví zoufalá Darla v pokročilém stádiu těhotenství. Otcem má být Angel, i přes to, že upíři nemohou mít děti. I když neví, co je čeká, chce Angel Darle pomoct, zároveň se ale pomalu začíná zajímat o Cordelii. Ono proroctví však ve skutečnosti předpovědělo oživení Daniela Holtze, muže, který v 18. století lovil Angeluse, protože ten mu s Darlou vyvraždil rodinu. |           |                       |                         |                  |                           |                    |                  |               |
| 52 | 8         | Quickening            | Zrychlení               | Skip Schoolnik   | Jeffrey Bell              | 12. listopadu 2001 | 11. června 2009  | 3ADH08        |
| Holtz, který v 18. století provedl dohodu s démonem Sahjhanem, se postupně přizpůsobuje světu 21. století a chystá se na zničení Angela, na čemž má zájem i Sahjhan. Angelův tým se mezitím pokouší zjistit, co vlastně Darla čeká – skutečně by to měl být lidský chlapec. Lilah zjistí, že její kolega Gavin Park, který je jí ve firmě soupeřem, nasadil do Angelova hotelu štěnice a snaží se něco zjistit o Darlině těhotenství i záhadném Holtzovi. |           |                       |                         |                  |                           |                    |                  |               |
| 53 | 9         | Lullaby               | Ukolébavka              | Tim Minear       | Tim Minear                | 19. listopadu 2001 | 12. června 2009  | 3ADH09        |
| Holtz pokračuje v pronásledování Angela a chce dostat také Darlu, zároveň se také od Lily dozví, že Angelus získal před 100 lety duši. Darlin porod se čím dál tím více blíží, samotná upírka cítí dobro a duši svého potomka. Schovají se v baru Caritas, který je však následně zničen Holtzem. V uličce za barem se nakonec Darla sama probodne, čímž přivede na svět svého syna. Holtz je všechny nechá jít. |           |                       |                         |                  |                           |                    |                  |               |
| 54 | 10        | Dad                   | Táta                    | Fred Keller      | David H. Goodman          | 10. prosince 2001  | 15. června 2009  | 3ADH10        |
| Fakt, že Angel má duši a nyní také potomka, podle Holtze zcela mění situaci. Sám se nyní vydá do města, aby získal věrné spolubojovníky oddané věci – prvním z nich je Justine, mladá dívka, která po nocích bojuje s upíry, protože před několika měsíci zabili její sestru. Angel se mezitím snaží starat o svého syna a lstí jej zachrání před různými démony a upíry, kteří mají na zázračné nemluvně zálusk. Po vyšetření v nemocnici jej pojmenuje Connor. |           |                       |                         |                  |                           |                    |                  |               |
| 55 | 11        | Birthday              | Narozeniny              | Michael Grossman | Mere Smith                | 14. ledna 2002     | 16. června 2009  | 3ADH11        |
| Cordelie s přáteli sice oslaví své narozeniny, ale dostane také vizi, po níž upadne do kómatu. Ve svém astrálním těle poté jen pozoruje, jak se ji ostatní snaží zachránit. Objeví se však démon Skip, průvodce vyslaný Vyšší mocí, který jí vysvětlí, že vize ji postupně zabíjí a nabídne jí změnu reality – Cordelie před 3 lety nepotká na večírku Angela, ale díky seznámení s manažerem se stane slavnou herečkou. Cordy toto přijme, ovšem i ve své nové roli se brzo setká s démony, Wesleym, Gunnem a Angelem a nakonec se rozhodne vrátit zpět. Ovšem s jednou změnou, stane se částečným démonem, aby mohla dále přijímat vize.                                                                                    |           |                       |                         |                  |                           |                    |                  |               |
| 56 | 12        | Provider              | Zadarmo ani upír nesaje | Bill L. Norton   | Scott Murphy              | 21. ledna 2002     | 17. června 2009  | 3ADH12        |
| Angel Investigations je díky reklamám a novým webovým stránkám přeplněno zájemci o pomoc. Zatímco se Cordelie stará o Connora a Wesley, Gunn a Angel z různých důvodů nedostanou za svoji práci zaplaceno, Fred se s Lornem pustí do řešení hlavolamu, za což démoni nabídli agentuře 50 tisíc dolarů. Po úspěšném vyřešení chtějí ale uříznout Fredinu hlavu a dát ji na tělo jejich prince, což však překazí Angel. |           |                       |                         |                  |                           |                    |                  |               |
| 57 | 13        | Waiting in the Wings  | Hrabě sobě              | Joss Whedon      | Joss Whedon               | 4. února 2002      | 18. června 2009  | 3ADH13        |
| Angel se svými přáteli navštíví baletní představení. Upír si všimne, že přesně tytéž tanečníky viděl ve stejném představení před 110 lety. Společně s Cordelií zjistí, že hrabě Kurskov, čaroděj a majitel baletní skupiny, nechal mimo čas a realitu uvěznit baletky, protože se zamiloval do primabaleríny. Angel ji najde a přemluví ji k ukončení celého kouzla. Wesley se odhodlává k oslovení Fred, ta se však zakouká do Gunna, který její city opětuje. Cordelie se také sbližuje s Angelem, v hotelu se ale nečekaně objeví Groosalugg, který byl mezitím v Pylei sesazen. |           |                       |                         |                  |                           |                    |                  |               |
| 58 | 14        | Couplet               | Dvojverší               | Tim Minear       | Tim Minear a Jeffrey Bell | 18. února 2002     | 19. června 2009  | 3ADH14        |
| Angel žárlí na Groosalugga a jeho vztah s Cordelií, pyleanský bojovník však pomůže se zabíjením démonů i v Los Angeles. Zatímco Fred a Gunn rozvíjejí svůj romantický vztah, Wesley si pořídí staré texty s komentáři k Nyazianským svitkům a nakonec pomocí nich zjistí zneklidňující obsah proroctví, které se má vztahovat ke Connorovi: „otec zabije svého syna“. Angel mezitím vyšle Cordelii na dovolenou s Groosaluggem. |           |                       |                         |                  |                           |                    |                  |               |
| 59 | 15        | Loyalty               | Oddanost                | James A. Contner | Mere Smith                | 25. února 2002     | 22. června 2009  | 3ADH15        |
| Šokovaný Wesley o svém zjištění nikomu neřekne, vydá se však pátrat dál. Předpověď o zemětřesení, ohni a krvi, kterou mu podal věštec, jehož se ptal na podrobnosti, je ale splněna. Fred s Gunnem vpadnou do pasti nastražené Holtzem a jeho věrnými spolubojovníky, dokáží se ale partě upírů ubránit. Zároveň s jejich pokračujícím vztahem vzrůstá i Wesleyho žárlivost. Démon Sahjhan, který si myslí, že Holtz neodvádí dohodnutou práci tak, jak by měl, požádá o pomoc Lilu. |           |                       |                         |                  |                           |                    |                  |               |
| 60 | 16        | Sleep Tight           | Sladké sny              | Terrence O'Hara  | David Greenwalt           | 4. března 2002     | 23. června 2009  | 3ADH16        |
| Angel zjistí, že do prasečí krve, kterou pije, mu Lilah nechává přimíchávat malé množství Connorovy krve, kterou získala v nemocnici. V konfrontaci s ní se poprvé setká se Sahjhanem, který mu slibuje pomstu, ačkoliv upír ho vůbec nepoznává. Wesley chce zachránit Connorův život, proto jej unese. Domluvil se s Holtzem, ten jej však zradí a dítě společně s Justine, která Wesleymu podřízne hrdlo, převezme sám. Holtz chce, aby Angel trpěl ztrátou syna, kterého chce vychovávat jako vlastního. Při střetu s Angelem a bojovou jednotkou z Wolfram & Hart nakonec s pomocí Sahjhana uteče sám s Connorem do pekelné dimenze Quor'toth.                                                                            |           |                       |                         |                  |                           |                    |                  |               |
| 61 | 17        | Forgiving             | Odpuštění               | Turi Meyer       | Jeffrey Bell              | 15. dubna 2002     | 24. června 2009  | 3ADH17        |
| Všichni se snaží vyrovnat se ztrátou Connora, nejhůře to samozřejmě nese jeho otec, který se chce dostat do dimenze Quor'toth. Protože však Sahjhan může otevřít průchod jenom jednou, je to již nemožné, proto se Angel zaměří na potrestání viníků. Fred, Gunn a Lorne se mezitím snaží zjistit, proč Wesley dítě unesl. To se jim skutečně podaří, nakonec i najdou svého kolegu, který nyní leží vážně zraněný v nemocnici. Nehmotný Sahjhan je pomocí mocného kouzla zhmotněn a prozradí Angelovi, že ono proroctví zfalšoval, protože mu nikdy nešlo o upíra, ale právě o Connora. Nakonec je ale uvězněn ve speciální urně. Angel navštíví Wesleyho v nemocnici a rozzuřený se jej pokusí zabít.                       |           |                       |                         |                  |                           |                    |                  |               |
| 62 | 18        | Double or Nothing     | Dvojnásobek, nebo nic   | David Grossman   | David H. Goodman          | 22. dubna 2002     | 25. června 2009  | 3ADH18        |
| Cordelie se s Groosaluggem vrátí z dovolené a dozví se o všem, co se mezitím událo. Gunn, který v minulosti zaprodal svoji duši démonovi, jenž vede kasíno, je nyní vyzván, aby dluh splatil. Ostatní ho ale nakonec zachrání, výrazně se do toho zapojí i Angel, který se postupně smiřuje s Connorovým únosem. Wesley je propuštěn z nemocnice domů, ale v rámci jeho bezpečnosti mu Fred při návštěvě poradí, aby se v hotelu neukazoval. |           |                       |                         |                  |                           |                    |                  |               |
| 63 | 19        | The Price             | Cena                    | Marita Grabiak   | David Fury                | 29. dubna 2002     | 26. června 2009  | 3ADH19        |
| Protože použití temné magie má vždycky důsledky, je hotel v důsledku kouzla, které Angel použil pro zhmotnění Sahjahna, zamořen démonickými slimáky, kteří ze svých hostitelů, lidských těl, vysávají veškerou vodu. Proto se Angel musí postarat o to, aby se nedostali z budovy ven. Zachrání i infikovanou Fred a od bytostí se dozví, že prchají před něčím, co nazývají „Ničitelem“, který má jít po upírovi. V hotelu se nakonec mezidimenzionálním průchodem objeví dospívající chlapec, ve kterém Angel pozná svého syna Connora. |           |                       |                         |                  |                           |                    |                  |               |
| 64 | 20        | A New World           | Nový svět               | Tim Minear       | Jeffrey Bell              | 6. května 2002     | 29. června 2009  | 3ADH20        |
| Connor zaútočí na Angela, ve střetu však prohrává a nakonec uteče do města, kde si zvyká na nový svět. Tým se ho vydá hledat, avšak chlapec se už stihne zaplést do nepovedeného obchodu s drogami, kdy zmrzačí dealera. Angel se snaží vybudovat si u syna důvěru, ten ho však přišel zabít – přesto jisté spojení vznikne. Cordelie a Groosalugg jsou při hlídání mezidimenzionálního průchodu omráčeni, s pomocí čarodějky jej ale nakonec zavřou. Během jejich bezvědomí jím ale stačil projít starý Holtz (v dimenzi Quor'toth plyne čas mnohem rychleji než na Zemi, kde se jednalo pouze o několik dní), který se setká s Connorem, resp. Stevenem, jak ho sám pojmenoval. Lilah poprvé navštíví Wesleyho v jeho bytě. |           |                       |                         |                  |                           |                    |                  |               |
| 65 | 21        | Benediction           | Požehnání               | Tim Minear       | Tim Minear                | 13. května 2002    | 30. června 2009  | 3ADH21        |
| Na radu Holtze zkusí Steven bojovat po boku Angela, oba si poradí se skupinou upírů v baru. Holtz však dál prahne po pomstě, o jeho návratu se také dozví Justine. Groosalugg si uvědomuje, že Cordelii mnohem víc zajímá Angel, než on sám. Cordy naopak zjistí, že díky tomu, že se stala částečným démonem, má jistou moc, která ze Stevena odstraní nenávist a hořkost. Lilah se s neúspěchem pokusí získat Wesleyho pro Wolfram & Hart. Starý Holtz se nechá dobrovolně zabít Justine, smrt však naaranžují tak, aby to vypadalo, že ho zabil Angel. |           |                       |                         |                  |                           |                    |                  |               |
| 66 | 22        | Tomorrow              | Zítřek                  | David Greenwalt  | David Greenwalt           | 20. května 2002    | 1. července 2009 | 3ADH22        |
| Connor se pod svým původním jménem přidá naoko k Angelovi, ve skutečnosti se mu chce pomstít za smrt Holtze. Lilah nadále manipuluje s osamoceným a odcizeným Wesleym, který se s ní vyspí. Hotel opustí jednak Groosalugg (kvůli Cordelii) a také Lorne, který zamíří pracovat do Las Vegas. Cordelie se chce na pobřeží setkat Angelem, aby si vyjasnili svoje vzájemné city, cestou se však dostane mimo čas a démon Skip jí oznámí, že svým chováním přesáhla člověka a že se nyní povznese a stane se z ní vyšší bytost. Čekající Angel je napaden Connorem, jenž ho s pomocí Justine zavře do bedny, kterou shodí z lodi do hlubokého oceánu.                                                                           |           |                       |                         |                  |                           |                    |                  |               |

### Čtvrtá řada (2002–2003)
Hlavní postavy
- David Boreanaz jako Angel (22 dílů)
- Charisma Carpenter jako Cordelie Chaseová (22 dílů)
- J. August Richards jako Charles Gunn (22 dílů)
- Amy Acker jako Fred Burkleová (22 dílů)
- Vincent Kartheiser jako Connor (22 dílů)
- Andy Hallett jako Lorne (9 dílů, v dalších dílech jako host)
- Alexis Denisof jako Wesley Wyndam-Pryce (22 dílů)

| Č. v seriálu | Č. v řadě | Původní název              | Český název            | Režie              | Scénář                                           | Premiéra v USA     | Premiéra v ČR     | Produkční kód |
| --- | --------- | -------------------------- | ---------------------- | ------------------ | ------------------------------------------------ | ------------------ | ----------------- | ------------- |
| 67 | 1         | Deep Down                  | Hluboko                | Terrence O'Hara    | Steven S. DeKnight                               | 6. října 2002      | 2. července 2009  | 4ADH01        |
| Lorne vystupuje v zábavné show v Las Vegas, Cordelie je, aniž by to kdo věděl, zachycena v jiné dimenzi. Fred a Gunn společně pracují na hledání Angela, který mezitím už tři měsíce leží uvězněný na dně oceánu. Connor jim pomáhá pouze na oko. Po upírovi s pomocí zadržované Justine tajně pátrá i Wesley, který ho najde a vytáhne na hladinu. Angel poví všem, co se stalo a Connora vykáže z hotelu. Lilah převezme iniciativu ve firmě a zabije svého šéfa. |           |                            |                        |                    |                                                  |                    |                   |               |
| 68 | 2         | Ground State               | Uzemnění               | Michael Grossman   | Mere Smith                                       | 13. října 2002     | 3. července 2009  | 4ADH02        |
| Angel odpustí Wesleymu únos Connora, bývalý pozorovatel mezitím pracuje s vlastním týmem jako nezávislý lovec démonů. Poradí mu však ohledně hledání Cordelie. Konečným cílem je krádež starodávného artefaktu, který může pomoci lokalizovat Cordy. Angel se s pomocí Gunna a Fred vloupá do aukční síně, na stejný předmět má ale zálusk i profesionální zlodějka Gwen, která má schopnost ovládat elektřinu. Nakonec jej ukradnou společně a Angel zjistí, že jeho kamarádka se stala vyšší bytostí. |           |                            |                        |                    |                                                  |                    |                   |               |
| 69 | 3         | The House Always Wins      | Casino vždy vyhrává    | Marita Grabiak     | David Fury                                       | 20. října 2002     | 6. července 2009  | 4ADH03        |
| Angel se rozhodne pro menší dovolenou a společně s Fred a Gunnem zajedou do Las Vegas, kde chtějí navštívit Lorna. Démon sice vystupuje ve své vlastní velké show, ve skutečnosti je však vězněm majitele kasína, který využívá jeho empatické schopnosti: s Lornovým vytipováním správných osob a s pomocí očarované rulety krade a prodává osudy lidí. Angelův tým jej zachrání, odveze pryč a po návratu do Los Angeles na ně čeká Cordelie, která si však nepamatuje, kým je. |           |                            |                        |                    |                                                  |                    |                   |               |
| 70 | 4         | Slouching Toward Bethlehem | Kráčet do Betléma      | Skip Schoolnik     | Jeffrey Bell                                     | 27. října 2002     | 7. července 2009  | 4ADH04        |
| Cordelie se jako člověk vrátila do Los Angeles, nepamatuje si však své přátele a ani to, kdo sama je. S pomocí Angela, Fred, Gunna a Lorna se pomalu dozvídá o všem, po útoku démona ale vystrašená uteče s Connorem, který ji ubytuje ve své skrýši. Lilah spí s Wesleym, zároveň ho ale manipuluje. Wes nevědomky odláká Angela a ostatní ke Connorovi a Cordelii, zatímco Lilah nechá osamoceného Lorna přepadnout a získat tak informace o tom, co vyčetl z Cordyiny budoucnosti. |           |                            |                        |                    |                                                  |                    |                   |               |
| 71 | 5         | Supersymmetry              | Dokonalá souměrnost    | Bill L. Norton     | Elizabeth Craft a Sarah Fain                     | 3. listopadu 2002  | 8. července 2009  | 4ADH05        |
| Fred napsala článek do fyzikálního časopisu a byla pozvána na sympozium. Zde se setká se svým bývalým profesorem Seidelem, o kterém ale zjistí, že právě on vytvořil portál, kterým se před lety dostala z městské knihovny do Pylei. A protože podobnou věc udělal i dalším studentkám, rozhodne se ho zabít. Angel s Gunnem ji chtějí uklidnit, proto zajde za Wesleym. Při konfrontaci se Seidelem vytvoří portál, kterým má být profesor vysát do jiné dimenze. Gunn, který nechce, aby se Fred stala vražedkyní, však Seidela sám zabije a jeho tělo hodí do portálu. |           |                            |                        |                    |                                                  |                    |                   |               |
| 72 | 6         | Spin the Bottle            | Roztočte láhev         | Joss Whedon        | Joss Whedon                                      | 10. listopadu 2002 | 9. července 2009  | 4ADH06        |
| Aby se Cordelii vrátila paměť, vyzkouší Lorne jedno kouzlo, které se však nepovede. Všichni členové týmu (vyjma Lorna, který upadne do bezvědomí) přijdou o část svých vzpomínek, všichni (včetně Cordelie) si myslí, že jim je 16 let, přičemž nikoho z ostatních nepoznávají. Pod vedením Wesleyho se v hotelu snaží vyřešit tuto složitou situaci. Connor mezitím sám bojuje s upíry v ulicích Los Angeles. Lorne nakonec dokáže účinek kouzla zvrátit, i Cordelie získá svoji paměť zpět. Avšak i s vizí příšerného démona. |           |                            |                        |                    |                                                  |                    |                   |               |
| 73 | 7         | Apocalypse, Nowish         | Apokalypsa             | Vern Gillum        | Steven S. DeKnight                               | 17. listopadu 2002 | 10. července 2009 | 4ADH07        |
| Vztah Fred a Gunna se po vraždě profesora Seidela značně ochladil, mezitím se však celý tým musí potýkat se vzrůstajícím počtem paranormálních jevů, které se objevují po celém Los Angeles. Cordelie díky své vizi předpovídá příchod apokalyptického démona, který se na Zemi objeví přesně v místě Connorova narození. Angel s Gunnem a Wesleym se mu pokusí zabránit ve vykonání rituálu, což se však nepovede a na město začne padat ohnivý déšť. V předtuše blížícího se konce světa se Cordelie vyspí s Connorem, který byl do ní dlouho zakoukaný. |           |                            |                        |                    |                                                  |                    |                   |               |
| 74 | 8         | Habeas Corpses             | Habeas Corpus          | Skip Schoolnik     | Jeffrey Bell                                     | 15. ledna 2003     | 13. července 2009 | 4ADH08        |
| Connor se snaží zjistit něco více o svém propojení s démonem, tzv. Bestií, proto zamíří do Wolfram & Hart za Lilou. Bytost jej ale sleduje a nemilosrdně začne vraždit všechny zaměstnance firmy. Wesley pomůže právničku zachránit, budova je ale zcela uzavřena. Angel, Gunn, Fred a Wesley se tajným nouzovým východem vrátí dovnitř, aby našli Connora. I přes to, že jsou ohrožováni nejen démonem, ale i množstvím zombií mrtvých zaměstnanců, ho dokážou nalézt a uniknout. Démon však zabil i Mesektet, bytost, která zprostředkovávala spojení mezi firmou a staršími společníky. |           |                            |                        |                    |                                                  |                    |                   |               |
| 75 | 9         | Long Day's Journey         | Cesta dlouhým dnem     | Terrence O'Hara    | Mere Smith                                       | 22. ledna 2003     | 14. července 2009 | 4ADH09        |
| Angelův tým se od umírající Mesektet dozvěděl, že odpověď, jak zabít Bestii, je doslova „mezi nimi“, proto podezírají Connora. Zjistí taky, že démon postupně zabíjí skupinu pěti mocných bytostí, mezi něž patřila i Mesektet. S pomocí Gwen zkusí ochránit posledního, avšak neúspěšně. Bestie nakonec vykoná rituál a slunce nad Los Angeles se zahalí – ve městě tak nastane permanentní noc. |           |                            |                        |                    |                                                  |                    |                   |               |
| 76 | 10        | Awakening                  | Probuzení              | James A. Contner   | David Fury a Steven S. DeKnight                  | 29. ledna 2003     | 15. července 2009 | 4ADH10        |
| Díky Cordeliině vizi je tým přesvědčen, že démon zná Angela z minulosti. Upír si však nikoho takového nepamatuje, proto nakonec přistoupí k tomu, aby mu mystik extrahoval duši. Stal by se tak z něj opět Angelus, který by mohl pomoct nějakými informacemi. Angel při vykonávání rituálu sní, že odstranění duše není nutné, že nakonec najdou tajemný meč, kterým zabijí Bestii a slunce opět vysvitne. Nakonec se vyspí s Cordelií a ztratí přitom duši a stane se Angelusem. Ze sna se do reality probere jako skutečný Angelus, extrakce tak byla vykonána. |           |                            |                        |                    |                                                  |                    |                   |               |
| 77 | 11        | Soulless                   | Bez duše               | Sean Astin         | Sarah Fain a Elizabeth Craft                     | 5. února 2003      | 16. července 2009 | 4ADH11        |
| Angelova duše je uzavřena v lahvi, kterou Wesley umístí do trezoru. Tým se pokouší z Angeluse dostat informace o Bestii, nicméně upír se každému vysmívá a prozrazuje ostatním jejich různá tajemství. Avšak potvrdí, že v roce 1789 se s ní setkal, přičemž by něco více mohly vědět kněžky, které nyní žijí v Los Angeles. Ty jsou však nalezeny mrtvé. Tým se tedy rozhodne navrátit upírovi duši, jenže schránka s ní zmizela z trezoru. |           |                            |                        |                    |                                                  |                    |                   |               |
| 78 | 12        | Calvary                    | Kalvárie               | Bill L. Norton     | Jeffrey Bell, Steven S. DeKnight a Mere Smith    | 12. února 2003     | 17. července 2009 | 4ADH12        |
| Vztah Fred a Gunna definitivně skončí, i díky Angelusovým narážkám. Upír ale odhalí důležitou věc: démon není tím hlavním, je tu ještě někdo další, kdo jej ovládá. Mezitím Wesley přivede do týmu Lilu, která se ukrývala v kanálech. S pomocí kouzla se všichni snaží navrátit duši Angelovi, což se jim na první pohled povede. Avšak ve skutečnosti se jedná stále o Angeluse, který se dostane na svobodu. Cordelie následně v hotelu zavraždí Lilu, avšak předtím jí prozradí, že vypuštění Angeluse bylo jejím úmyslem. |           |                            |                        |                    |                                                  |                    |                   |               |
| 79 | 13        | Salvage                    | Záchrana               | Jefferson Kibbee   | David Fury                                       | 5. března 2003     | 20. července 2009 | 4ADH13        |
| Po smrti Lily, kterou přičítá Angelusovi, se Wesley rozhodne, že potřebují pomoc s hledáním uprchlého upíra. Informuje proto Faith, která uprchne z vězení a která se s Wesem vydá stopovat Angeluse. Ten se naoko spojí s Bestií, jež je ve skutečnosti ovládána Cordelií. Upír o přemožitelce již ví, nechá ji bojovat s démonem, kterého nakonec sám zabije, čímž opět nad Los Angeles vysvitne slunce. Měl v plánu dostat i samotnou Faith, k tomu však nedojde. Cordelie, znepokojená zabitím Bestie, prozradí Connorovi, že spolu čekají dítě. |           |                            |                        |                    |                                                  |                    |                   |               |
| 80 | 14        | Release                    | Oproštění              | James A. Contner   | Steven S. DeKnight, Elizabeth Craft a Sarah Fain | 12. března 2003    | 21. července 2009 | 4ADH14        |
| Angelus pokračuje ve svém pátrání po pánovi Bestie, který ho několikrát kontaktuje. Wesley a Faith se mezitím snaží naopak vystopovat upíra, aby jej dostali zpět do hotelu. Těhotná Cordelie mezitím ukrývá nádobu s Angelovou duší a jako pán Bestie telepaticky mluví s Angelusem. Pod pohrůžkou, že mu vrátí duši, ho přinutí být na její straně. Faith a Wes najdou Angeluse a svedou s ním těžkou bitvu. |           |                            |                        |                    |                                                  |                    |                   |               |
| 81 | 15        | Orpheus                    | Orfeus                 | Terrence O'Hara    | Mere Smith                                       | 19. března 2003    | 22. července 2009 | 4ADH15        |
| Faith i Angelus se po souboji nachází v kómatu, ve kterém jsou společně svědky různých dobrých skutků, které Angel v průběhu 20. století vykonal. Tento stav vyústí v psychický souboj mezi Angelem a Angelusem. Do Los Angeles dorazí Willow, kterou zavolala Fred, aby pomohla s navrácením upírovy duše. To se jí pomocí kouzla skutečně povede, upír se stane opět Angelem a čarodějka následně společně s Faith odjede zpět do Sunnydale. Cordelie ostatním odhalí, že čeká s Connorem dítě. |           |                            |                        |                    |                                                  |                    |                   |               |
| 82 | 16        | Players                    | Hráči                  | Michael Grossman   | Jeffrey Bell, Elizabeth Craft a Sarah Fain       | 26. března 2003    | 23. července 2009 | 4ADH16        |
| Gwen požádá o pomoc Gunna. Akce na záchranu holčičky se však nevyvíjí podle plánu, Charles tak zjistí, že ho zlodějka podvedla. Ve skutečnosti jej využila pro odpoutání pozornosti, aby mohla ukradnout prototyp tajného zařízení. Gunn jí nakonec pomůže, protože zařízení jí pomůže ovládat její elektrickou sílu a dotýkat se tak ostatních lidí. Angelův tým se mezitím snaží zjistit něco o Cordeliině mystickém těhotenství. Zjistí taky, že právě Cordy byla pánem Bestie. |           |                            |                        |                    |                                                  |                    |                   |               |
| 83 | 17        | Inside Out                 | Naruby                 | Steven S. DeKnight | Steven S. DeKnight                               | 2. dubna 2003      | 24. července 2009 | 4ADH17        |
| Connor, nyní přehnaně ochranářský a také silně ovlivněný Cordelií, ji před Angelem zachrání a utečou spolu. Členové Angel Investigations se snaží zjistit, co se s jejich kamarádkou stalo: démon Skip jim ne příliš dobrovolně odhalí, že od té doby, co se Cordelie vrátila zpět na Zemi, ovládá její tělo prastará bytost, která zaranžovala mnoho událostí tak, aby se sama mohla objevit na světě. Cordy s Connorovou pomocí, který chvíli pochybuje díky zjevení Darly, vyslané Vyšší mocí, uspíší zrození jejich potomka. Angel se vydá Cordelii zabít, ale přijde pozdě. |           |                            |                        |                    |                                                  |                    |                   |               |
| 84 | 18        | Shiny Happy People         | Štěstí, kam se podíváš | Marita Grabiak     | Elizabeth Craft a Sarah Fain                     | 9. dubna 2003      | 27. července 2009 | 4ADH18        |
| Cordeliiným potomkem je dospělá žena, která se představí jako bývalá vyšší bytost, jež chce svět očistit od všeho zla. Cordy upadne do mystického kómatu, všichni ostatní, kdo nově zrozenou ženu spatří, jsou však zhypnotizováni a zcela jí oddáni. To postihne všechny členy Angelova týmu a postupně i další lidi, protože Jasmína, jak ji Angel pojmenuje, vystoupí i v televizi. Pouze Fred nečekaně spatří něco jiného, nelidského a odporného. Protože je však sama a jediná, musí z hotelu utéct. |           |                            |                        |                    |                                                  |                    |                   |               |
| 85 | 19        | The Magic Bullet           | Čistá krev             | Jeffrey Bell       | Jeffrey Bell                                     | 16. dubna 2003     | 28. července 2009 | 4ADH19        |
| Fred se ukrývá v losangeleském motelu, nicméně Jasmínino kouzlo postupně ovládne všechny obyvatele města, které tak božská bytost může využívat. Dívka zjistí, že za to, co spatřila může krev Jasmíny, jejíž troška se smísila s její krví, když prala Jasmínino triko. Nachystá past, kdy se Jasmínina krev pomocí vystřelené kulky dostane do Angelovy krve, který tak prozře. Oba s pomocí Cordeliiny krve, jako matky bohyně, získají na svou stranu i Wesleyho, Gunna a Lorna. |           |                            |                        |                    |                                                  |                    |                   |               |
| 86 | 20        | Sacrifice                  | Bestie                 | David Straiton     | Ben Edlund                                       | 23. dubna 2003     | 29. července 2009 | 4ADH20        |
| Connor, i přes infikaci Cordeliinou krví, zůstane věrný Jasmíně, která promlouvá ke svým následovníkům shromážděným v hotelu. Angelův tým uteče a skrývá se ve stokách, kde narazí na skupinu ukrývajících se bojovníků, kteří se zde schovali poté, co bylo nad LA zastíněno slunce. Zaútočí na ně démon, jehož lid uctíval Jasmínu již před dávnými věky; Angel ho však zabije a portálem se vydá do jeho dimenze, kde chce zjistit pravé Jasmínino jméno, která má nad ní velkou moc. Bohyně, která se v hotelu živí svými přívrženci, nechá kvůli své bezpečnosti přemístit Cordelii na neznámé místo. |           |                            |                        |                    |                                                  |                    |                   |               |
| 87 | 21        | Peace Out                  | Sbohem                 | Jefferson Kibbee   | David Fury                                       | 30. dubna 2003     | 30. července 2009 | 4ADH21        |
| Angel získá hlavu strážce jména, kterou přinese skrz portál do hotelu právě ve chvíli, kdy se Jasmína chystá promlouvat do celého světa v živém televizním vstupu. Po vyslovení jejího skutečného jména všichni spatří její skutečnou podobu a ve městě nastane chaos. Connor najde Cordelii ležící stále v kómatu v opuštěném kostele, kde začne přemýšlet o své roli ve světě. Přesto však následně pomůže Angelovi Jasmínu, jež chtěla pro celý svět pod svou vládou pouze dobro, zabít. Angelův tým se vrátí do hotelu, kde najdou čekající Lilu. |           |                            |                        |                    |                                                  |                    |                   |               |
| 88 | 22        | Home                       | Rodina                 | Tim Minear         | Tim Minear                                       | 7. května 2003     | 31. července 2009 | 4ADH22        |
| Nemrtvá Lilah, i po smrti stále zaměstnankyně ďábelské právní firmy, předloží Angelovu týmu nabídku na převzetí znovu otevřené losangeleské pobočky Wolfram & Hart. Starší společníci firmy jim tak totiž chtějí poděkovat za roli v předcházejících událostech, kdy znovu vrátili do světa chaos a zlo. Angel, Wesley, Gunn, Fred a Lorne jsou pozváni na individuální prohlídky a i přes počáteční zdráhání nakonec souhlasí, protože vidí potenciál pro konání dobrých skutků. Zmatený Connor mezitím neví, co na světě dál dělat. S Cordelií v kómatu a množstvím výbušnin zadržuje v obchodě rukojmí, Angel jej ale dokáže zpacifikovat. Upír dostane ve Wolfram & Hart také amulet související s nadcházející závěrečnou bitvou v Sunnydale (epizody „Poslední dny“ a „Vyvolená“ seriálu Buffy, přemožitelka upírů), zároveň však má pro převzetí pobočky podmínku: Connor dostane skutečnou rodinu a jeho vzpomínky i vzpomínky ostatních lidí na něj budou vymazány – bude si ho pamatovat pouze sám Angel. |           |                            |                        |                    |                                                  |                    |                   |               |

### Pátá řada (2003–2004)
Hlavní postavy
- David Boreanaz jako Angel (22 dílů)
- James Marsters jako Spike (22 dílů)
- J. August Richards jako Charles Gunn (22 dílů)
- Amy Acker jako Fred Burkleová a Illyria (22 dílů)
- Andy Hallett jako Lorne (22 dílů)
- Mercedes McNab jako Harmony Kendallová (6 dílů, v dalších dílech jako host)
- Alexis Denisof jako Wesley Wyndam-Pryce (22 dílů, z toho nehrál v díle „Osud“)

| Č. v seriálu | Č. v řadě | Původní název                       | Český název                             | Režie              | Scénář                                             | Premiéra v USA     | Premiéra v ČR  | Produkční kód |
| --- | --------- | ----------------------------------- | --------------------------------------- | ------------------ | -------------------------------------------------- | ------------------ | -------------- | ------------- |
| 89 | 1         | Conviction                          | První případ                            | Joss Whedon        | Joss Whedon                                        | 1. října 2003      | 3. srpna 2009  | 5ADH01        |
| Ředitelem losangeleské pobočky Wolfram & Hart se stane Angel, členové jeho týmu pak převezmou různá oddělení dle svých zájmů. Všichni se ale vyrovnávají se zcela odlišným pracovním stylem a uvažují o morálních problémech souvisejících s prací v takové firmě. Prvním velkým případem je násilný gangster, který vyhrožuje vypuštěním nebezpečného viru, pokud jej právníci neuchrání před vězením. Soud pomůže odročit Gunn, který získal implantací do mozku veškeré právní informace, zatímco se Angel postará o virus. Jeho novou sekretářkou se stala Harmony, kromě toho se po aktivaci amuletu, který přišel poštou, objeví v kanceláři i Spike.                                                    |           |                                     |                                         |                    |                                                    |                    |                |               |
| 90 | 2         | Just Rewards                        | Spravedlivá odměna                      | James A. Contner   | námět: David Fury scénář: David Fury a Ben Edlund  | 8. října 2003      | 4. srpna 2009  | 5ADH02        |
| Angelův tým zkoumá Spika, který se nyní nachází ve formě nehmotného ducha a který měl před 19 dny zemřít při zničení Pekelné brány (epizoda „Vyvolená“ seriálu Buffy, přemožitelka upírů). Spike zjistí, že nemůže odejít z Los Angeles, protože je poután k amuletu. I přes vzájemnou animozitu pomůže Angelovi v dalším případu, kdy vyláká nekromancera (jemuž dříve dodávala mrtvá těla z hrobů právě firma Wolfram & Hart), kterého Angel zabije. |           |                                     |                                         |                    |                                                    |                    |                |               |
| 91 | 3         | Unleashed                           | Puštěná ze řetězu                       | Marita Grabiak     | Sarah Fain a Elizabeth Craft                       | 15. října 2003     | 5. srpna 2009  | 5ADH03        |
| V parku je mladá žena pokousána vlkodlakem. Angel ji najde a snaží se ji ochránit před sebou samotnou. Nina se tak dozví o upírech, vlkodlacích a dalších démonech. Je však unesena neznámou skupinou ozbrojenců. Díky Fredině pomoci jsou nalezeni: únos nechala provést, i s pomocí jednoho kryptozoologa z Wolfram & Hart, skupina bohatých lidí, kteří zkouší exotická jídla, včetně vlkodlaka. Angelův tým Ninu osvobodí a ta se tak může vrátit ke své sestře a neteři. |           |                                     |                                         |                    |                                                    |                    |                |               |
| 92 | 4         | Hell Bound                          | Peklo čeká                              | Steven S. DeKnight | Steven S. DeKnight                                 | 22. října 2003     | 6. srpna 2009  | 5ADH04        |
| Spike stále častěji mizí před očima ostatních a je přitom zastrašován duchy, neboť je pro něj prý již připraveno peklo. Fred se snaží přijít na způsob, jak mu pomoct. Spika však začne mučit duch Matthiase Pavaynea, brutálního chirurga z 18. století. Angelův tým zjistí, že právě ten byl obětován firmou Wolfram & Hart v místě jejich budovy. Fred postaví jednorázový přístroj, který má sloužit pro zhmotnění Spika, nicméně je napadena Pavaynem. Spike se rozhodne zachránit dívku a do přístroje strčí Pavaynea, který je po získání hmotného těla Angelem uvězněn. |           |                                     |                                         |                    |                                                    |                    |                |               |
| 93 | 5         | Life of the Party                   | Síla podvědomí                          | Bill L. Norton     | Ben Edlund                                         | 29. října 2003     | 7. srpna 2009  | 5ADH05        |
| Lorne uspořádá halloweenský firemní večírek, kam pozve jak zaměstnance, tak i některé klienty. Během jeho konání se ale jeho přátelé začnou chovat velmi podivně. Navíc jsou zabiti dva démoni, kteří byli rovněž hosty. Angelův tým nakonec i přes různé problémy zjistí, že Lorne si nechal před měsícem kvůli náročnému rozvrhu své práce mysticky odstranit spánek a nyní, když je vyčerpaný, jeho podvědomí empaticky ovlivňuje jeho nejbližší. |           |                                     |                                         |                    |                                                    |                    |                |               |
| 94 | 6         | The Cautionary Tale of Numero Cinco | Varovný příběh Numero Cinco             | Jeffrey Bell       | Jeffrey Bell                                       | 5. listopadu 2003  | 10. srpna 2009 | 5ADH06        |
| Ve městě se objeví aztécký démon Tezcatcatl, který zabíjí hrdiny a bere si jejich srdce. Pátrání vede Angela k jednomu pošťákovi ve Wolfram & Hart, zvanému „Číslo pět"“, jenž kdysi se svými čtyřmi bratry působil jako mexický wrestler a zároveň bojovník se zlem. Tezcatcatl je však zabil a Číslo pět se nyní v důchodu obviňuje se z jejich smrti. S pomocí Angela a dočasně oživených bratrů však démona dokáží zabít. Spike se chce dozvědět více o proroctví Shanshu (epizoda „Proroctví“) a zjistí, že se může vztahovat i k němu, protože upír s duší v něm není přímo jmenován. |           |                                     |                                         |                    |                                                    |                    |                |               |
| 95 | 7         | Lineage                             | Otcové a synové                         | Jefferson Kibbee   | Drew Goddard                                       | 12. listopadu 2003 | 11. srpna 2009 | 5ADH07        |
| Za Wesleym dorazí jeho otec Roger, který jej má ohodnotit pro případné opětovné přijetí do obnovené Rady pozorovatelů. Spolu však nemají zrovna vřelé vztahy. Na Wolfram & Hart zaútočí jednotka biomechanických kyborgů. Během přepadení ukradne Roger mystický artefakt a použije ho na Angela, čímž mu vezme svobodnou vůli. Protože taky ohrožuje Fred, Wesley otce zastřelí. I přes to, že zjistí, že to ve skutečnosti byl další z kyborgů, nikoliv jeho otec, událost Wesleyho silně zasáhne. |           |                                     |                                         |                    |                                                    |                    |                |               |
| 96 | 8         | Destiny                             | Osud                                    | Skip Schoolnik     | David Fury a Steven S. DeKnight                    | 19. listopadu 2003 | 12. srpna 2009 | 5ADH08        |
| Do Wolfram & Hart dorazí záhadný balíček, po jehož otevření se Spike opět stane hmotným. Podle Eve, která působí jako prostředník mezi Angelem a staršími společníky, to způsobí chaos ve vesmíru, protože na světě má být pouze jeden šampión v podobě upíra s duší. Angel i Spike následně vyrazí do Údolí smrti, kde spolu nemilosrdně zápasí o mystický pohár, který má rozhodnout, který z nich je šampiónem. Nakonec ale zjistí, že to byl jen podvrh. Pouze Eve ví, kdo je za všechno odpovědný – Lindsey McDonald. |           |                                     |                                         |                    |                                                    |                    |                |               |
| 97 | 9         | Harm's Way                          | Svět podle Harmony                      | Vern Gillum        | Sarah Fain a Elizabeth Craft                       | 14. ledna 2004     | 13. srpna 2009 | 5ADH09        |
| Zatímco se Angelův tým snaží uspořádat mírová jednání mezi dvěma znepřátelenými démoními klany, Harmony se ve své práci sekretářky cítí osamělá. Večer stráví v baru a ráno se probudí v posteli s mužem, kterého chtěla poznat – ten je však nyní mrtvý, zakousnutý upírem. Shodou okolností to byl i prostředník mezi klany. Harmony se následně snaží očistit svoje jméno, přičemž zjistí, že celou tuto past na ni nastražila bývalá kolegyně, která jí záviděla povýšení. |           |                                     |                                         |                    |                                                    |                    |                |               |
| 98 | 10        | Soul Purpose                        | Význam duše                             | David Boreanaz     | Brent Fletcher                                     | 21. ledna 2004     | 14. srpna 2009 | 5ADH10        |
| Lindsey navštíví Spika, přičemž se mu představí jako Doyle, který dostává vize od Vyšší moci. Sdělí mu, že to on poslal do Wolfram & Hart amulet i tajemnou krabici, díky které dostal upír opět tělo. Podle „Doyla“ má být právě Spike tím šampiónem z proroctví, proto má na základě „přijímaných vizí“ zachraňovat ve městě bezmocné. Angel mezitím kvůli přisátému parazitovi halucinuje ve svém bytě a Spike ho po „Doylově“ „vizi“ parazita zbaví. Angel však zjistí, že za tím stála Eve. |           |                                     |                                         |                    |                                                    |                    |                |               |
| 99 | 11        | Damage                              | Následky                                | Jefferson Kibbee   | Steven S. DeKnight a Drew Goddard                  | 28. ledna 2004     | 17. srpna 2009 | 5ADH11        |
| Z psychiatrické léčebny uteče nadpřirozeně silná dívka. Angel i Spike se ji snaží chytit, zjistí však, že Dana, která byla v dětství týrána, je jednou z přemožitelek upírů, které získaly svou sílu po zničení Pekelné brány (epizoda „Vyvolená“ seriálu Buffy, přemožitelka upírů). Spike vpadne do pasti a Dana ho začne mučit, protože si ho splete s mužem, jenž ji týral. Angelovi přijde na pomoc Andrew Wells, který byl členem Buffyina týmu. Psychicky nemocnou dívku dokáží společně chytit a Andrew si ji na rozkaz Buffy, která nyní vede armádu přemožitelek, také odveze. |           |                                     |                                         |                    |                                                    |                    |                |               |
| 100 | 12        | You're Welcome                      | Rádo se stalo                           | David Fury         | David Fury                                         | 4. února 2004      | 18. srpna 2009 | 5ADH12        |
| Angel se chystá odejít ze své pozice, protože si myslí, že už není schopný efektivně bojovat proti zlu. Svůj názor změní poté, co se z kómatu probere Cordelie. Její vize nasměrují tým k „Doylovi“, přičemž se Spikovou pomocí odhalí, že je to ve skutečnosti Lindsey. Ten se v převleku dostane do budovy Wolfram & Hart, kde chce vypustit démona, který slouží jako pojistka starších společníků proti Angelovi. Upír s Lindseym svede souboj, po kterém společníci vezmou bývalého právníka do jiné dimenze. Angel se nakonec dozví, že Cordelie v nemocnici zemřela, aniž by se probrala z kómatu – pomohla jim tak skrze astrální projekci svého těla.                                                 |           |                                     |                                         |                    |                                                    |                    |                |               |
| 101 | 13        | Why We Fight                        | Zač bojujeme                            | Terrence O'Hara    | Drew Goddard a Steven S. DeKnight                  | 11. února 2004     | 19. srpna 2009 | 5ADH13        |
| Záhadný Sam Lawson se dostane do budovy Wolfram & Hart a zadržuje jako rukojmí Wesleyho, Fred a Gunna. Chce se pomstít Angelovi, který z něj z nutnosti udělal upíra během druhé světové války. V roce 1943 totiž Angel ve službách americké armády pomohl získat prototyp německé ponorky, na které byl shodou okolností také převážen Spika a další upíři, na kterých nacisti chtěli provádět experimenty. Sama, jednoho z členů posádky, který se se svým pozměněným osudem dosud nevyrovnal, Angel nakonec v souboji zabije a své kolegy osvobodí. |           |                                     |                                         |                    |                                                    |                    |                |               |
| 102 | 14        | Smile Time                          | Čas úsměvů                              | Ben Edlund         | námět: Joss Whedon a Ben Edlund scénář: Ben Edlund | 18. února 2004     | 20. srpna 2009 | 5ADH14        |
| Řada malých dětí po sledování dětského televizního pořadu s loutkami zkolabovala. Angel po návštěvě studia zjistí, že loutky díky smlouvě s démony ožily a že skrz televizi vysávají z dětí životní sílu. Sám je však v jednu z loutek taky změněn. S pomocí svých kolegů nakonec dokáže kouzlo zvrátit a zachránit tak stovky dětí. Nina, která tráví noci okolo úplňku v cele Wolfram & Hart ve své vlkodlačí podobě, projevuje velký zájem o Angela. Sblíží se taky Fred a Wesley. |           |                                     |                                         |                    |                                                    |                    |                |               |
| 103 | 15        | A Hole in the World                 | Démon starší než sám čas                | Joss Whedon        | Joss Whedon                                        | 25. února 2004     | 21. srpna 2009 | 5ADH15        |
| Do Wolfram & Hart přijde poštou tajemný sarkofág, jehož obsahem je nakažena Fred. Celý Angelův tým se ji snaží vyléčit. Nejprve si myslí, že ta to může Lindsey, proto najdou skrývající se Eve. Ta jim ale podezření vyvrátí a pošle Angela a Spika do Anglie, na pohřebiště pradávných démonů, jež střeží Angelův přítel, bojovník Drogyn. Dívka totiž byla infikována jedním z nich, Illyrií, kdysi mocnou bohyní, která postupně přebírá její tělo, zatímco Fred ve Wesleyho náručí umírá. Upíři ale v Anglii zjistí, že jí nemohou pomoci, aniž by nezahynuly tisíce jiných lidí. Naopak Gunn najde původce celého případu – Knoxe, který pracoval a přátelil se s Fred.                                  |           |                                     |                                         |                    |                                                    |                    |                |               |
| 104 | 16        | Shells                              | Schránky                                | Steven S. DeKnight | Steven S. DeKnight                                 | 3. března 2004     | 24. srpna 2009 | 5ADH16        |
| Angel se se Spikem po návratu do Los Angeles snaží o navrácení Fred, Illyria mezitím pátrá po svém pradávném chrámu, kde ji má očekávat armáda nachystaná pro zničení lidstva. Chrám však byl poničen a vojáci pobiti již během dávných válek mezi démony. Wesley se dozví, že za vše může Knox, Illyriin stoupenec, jenž ji uctívá, a také Gunn, který podepsal celní propustku pro onen sarkofág. Chce odplatu – Knoxe zastřelí a Gunna, který má těžké výčitky svědomí, bodne nožem tak, aby ho nezabil. |           |                                     |                                         |                    |                                                    |                    |                |               |
| 105 | 17        | Underneath                          | Pod povrchem                            | Skip Schoolnik     | Sarah Fain a Elizabeth Craft                       | 14. dubna 2004     | 25. srpna 2009 | 5ADH17        |
| Lorne je stále ve větší depresi, že nemohl pomoci své kamarádce. Wesley zapíjí svůj žal a zároveň se snaží zmatené Illyrii ukázat možnosti lidského světa. Eve se skrývá ve Wolfram & Hart, kde ji ale najde Marcus Hamilton, nový prostředník mezi firmou a staršími společníky, který ji donutí podepsat ukončení její pracovní smlouvy. Angel, Spike a Gunn se snaží získat informace o starších společnících a nadcházející apokalypse, proto se vydají do pekelné dimenze, odkud osvobodí Lindseyho, jehož sem společníci uvrhli. Místo něj však tam dobrovolně zůstane Gunn. |           |                                     |                                         |                    |                                                    |                    |                |               |
| 106 | 18        | Origin                              | Milosrdná lež lepší než vražedná pravda | Terrence O'Hara    | Drew Goddard                                       | 21. dubna 2004     | 26. srpna 2009 | 5ADH18        |
| Zatímco je Gunn stále uvězněn v pekelné dimenzi, Wesley a Spike testují Illyriiny schopnosti. Do Wolfram & Hart přijde s prosbou o pomoc manželský pár, který má starosti o svého syna, jenž má nadpřirozené schopnosti. Angel, který zjistí, že je to ve skutečnosti Connor, odhalí, že chlapce chce využít démoní černokněžník Cyvus Vail, který na popud Wolfram & Hart změnil před několika měsíci realitu. Connor na jeho žádost zabije démona Sahjhana, uvězněného dva roky v urně. Wesley však zjistí, že skutečnost byla přes časem změněna. Toto kouzlo prolomí a jeho, Illyriiny a Connorovy vzpomínky jsou obnoveny – chlapec se přesto vrátí ke svým rodičům.                                      |           |                                     |                                         |                    |                                                    |                    |                |               |
| 107 | 19        | Time Bomb                           | Časovaná bomba                          | Vern Gillum        | Ben Edlund                                         | 28. dubna 2004     | 27. srpna 2009 | 5ADH19        |
| Illyria zachrání z pekelné dimenze Gunna. Fredino tělo však nedokáže absorbovat tak silného démona, proto se Illyriiny schopnosti stanou nebezpečnými a ta začne skákat v čase. Angel se snaží dohodnout smlouvu mezi skupinou démonů a těhotnou ženou, jejíž dítě má být jejich mesiášem. Angelův tým mezitím pracuje na zastavení Illyrie, což se Wesleymu podaří – přesune nadbytek její síly do jiné dimenze. |           |                                     |                                         |                    |                                                    |                    |                |               |
| 108 | 20        | The Girl in Question                | Kráska a zvíře                          | David Greenwalt    | Steven S. DeKnight a Drew Goddard                  | 5. května 2004     | 28. srpna 2009 | 5ADH20        |
| Angel a Spike odletí do Říma, kde mají v plánu zabránit válce démonů tím, že do Los Angeles přivezou hlavu jednoho zemřelého démona, který by tak mohl být znovu oživen. V Římě se potkají s Andrewem a snaží se odradit Buffy před randění s jejich dávným protivníkem, mocným upírem, který je označován jako Nesmrtelný. To se jim nepovede, nicméně hlavu démona získají. Do Wolfram & Hart mezitím zavítají Fredini rodiče, kteří o smrti své dcery neví. Illyria však díky obnoveným vzpomínkám dokáže chvíli předstírat, že je Fred. |           |                                     |                                         |                    |                                                    |                    |                |               |
| 109 | 21        | Power Play                          | Hra mocných                             | James A. Contner   | David Fury                                         | 12. května 2004    | 31. srpna 2009 | 5ADH21        |
| Angelův tým začne mít pochybnosti o svém šéfovi, neboť jsou svědky jeho zneklidňujícího chování a morálně problematických rozhodnutí. Objeví, že Angel se spřátelil s členy kruhu Černého trnu, tajného a mocného spolku démonů, přičemž dokonce zabil svého přítele Drogyna. Upír jim nakonec prozradí, že celou tuto akci – stát se zlým a infiltrovat Černý trn – naplánoval tajně, protože mu Cordelie při posledním setkání předala dárek – vizi o přicházející apokalypse. |           |                                     |                                         |                    |                                                    |                    |                |               |
| 110 | 22        | Not Fade Away                       | Do posledního muže                      | Jeffrey Bell       | Jeffrey Bell a Joss Whedon                         | 19. května 2004    | 1. září 2009   | 5ADH22        |
| Členové Angelova týmu stráví na doporučení svého šéfa svůj pravděpodobně poslední den tak, jak chtějí. Po setmění má každý vlastní úkol – postupně zabít všechny členy Černého trnu, kteří mají být hlavními hybateli apokalypsy řízené staršími společníky. Přitom však přijde o život Wesley a také Lindsey, jenž sice ostatním pomáhá, ale který je na Angelův příkaz zastřelen Lornem, jenž následně odchází neznámo kam. Harmony Angela zradí, ten to však předvídal a dokáže situaci využít ve svůj prospěch. Zbývající členové týmu, Angel, Spike, Illyria a těžce zraněný Gunn, se setkají v uličce, odkud se vydají do boje s hordami pekelných démonů, které vypustili rozzlobení starší společníci. |           |                                     |                                         |                    |                                                    |                    |                |               |